# San Marcello Pistoiese
San Marcello Pistoiese é uma comuna italiana da região da Toscana, província de Pistoia, com cerca de 7.140 habitantes. Estende-se por uma área de 84 km², tendo uma densidade populacional de 85 hab/km². Faz fronteira com Cutigliano, Fanano (MO), Lizzano in Belvedere (BO), Pistoia, Piteglio.

## Demografia
| Variação demográfica do município entre 1861 e 2011                               |
|                                                                                   |
| Fonte: Istituto Nazionale di Statistica (ISTAT) - Elaboração gráfica da Wikipedia |